# Висмутит
Висмути́т или бисмути́т (от англ. Bismutite), ранее известный под названием висмутовый шпат — вторичный минерал, оксикарбонат висмута с формулой Bi2O2(CO3), часто встречается в смеси с бисмитом и другими вторичными минералами висмута, содержит примеси железа и меди. Висмутит представляет собой результат окисления и выветривания основных руд висмута: висмутового блеска и самородного висмута.
Встречается поверхностно или включениями по висмутину или самородному висмуту в виде налётов и псевдоморфоз, плотных землистых скоплений. Кристаллические формы крайне редки. Чаще всего висмутит образует напыления, порошковидные или слежавшиеся землистые массы, состоящие из микроскопических кристаллов. Самостоятельного промышленного значения не имеет.

## Название
Минералогический термин висмути́т или бисмути́т в качестве кальки с английского Bismutite появился в русском языке сравнительно поздно, в первой половине XX века. Прежде этот минерал, обычно сопутствующий висмутовому блеску или самородному висмуту, назывался висмутовым шпатом, как многие природные карбонаты.:261
В целом название этого минерала происходит от химического состава, в основании которого лежит висмут. В справочных изданиях и профессиональной литературе иногда встречаются также три других синонима висмутита: бисмутосферит, гидробисмутит и норманнит.

## Общее описание
Сингония тетрагональная. Имеет слоистую структуру. Кристаллы редки и мелки, обычно образует порошкообразные и землистые массы. Плотность 6,1-7,7. Твёрдость 2,5-3,75. Черта серая. Продукт выветривания и окисления висмутина. Старые энциклопедии и минералогические справочники XIX века описывают висмутит как вторичный минерал «похожий на галмей», имевший значительно более широкую известность и распространение.
Два морфологически близких минерала: бисмит (Bi2O3 • nH2O) и бисмутит неизменно выступают в качестве маркеров и главных типоморфных минералов в зонах окисления висмутовых месторождений.:370

## Свойства
Бисмутит встречается поверхностно или включениями по висмутину или самородному висмуту в виде налётов и псевдоморфоз, плотных землистых скоплений.:256-257 Кристаллические формы крайне редки. Чаще всего висмутит образует напыления, порошковидные или слежавшиеся землистые массы, состоящие из микроскопических кристаллов. Строение таких образований тонковолокнистое или, что значительно реже, тонкочешуйчатое. Иногда встречаются очень мелкие радиально-волокнистые или шаровидные агрегаты. Сплошные сланцевато-чешуйчатые агрегаты бисмутита внешне неотличимы от двух других минералов, кальциево-висмутовых карбонатов, бейерита и кеттнерита.
Цвет в зависимости от характера и количества примесей от жёлтого до бурого. Встречаются включения зеленовато-жёлтого, желтовато-коричневого, серовато-белого, а также бурого и серого цветов. В чистом виде — полупрозрачный до прозрачного. Сингония ромбическая. Растворяется в кислотах с бурным выделением CO2. Зачастую содержит включения висмутового блеска и самородного висмута, в результате окисления или разложения которых он образуется. Немагнитный.:113

## Распространение

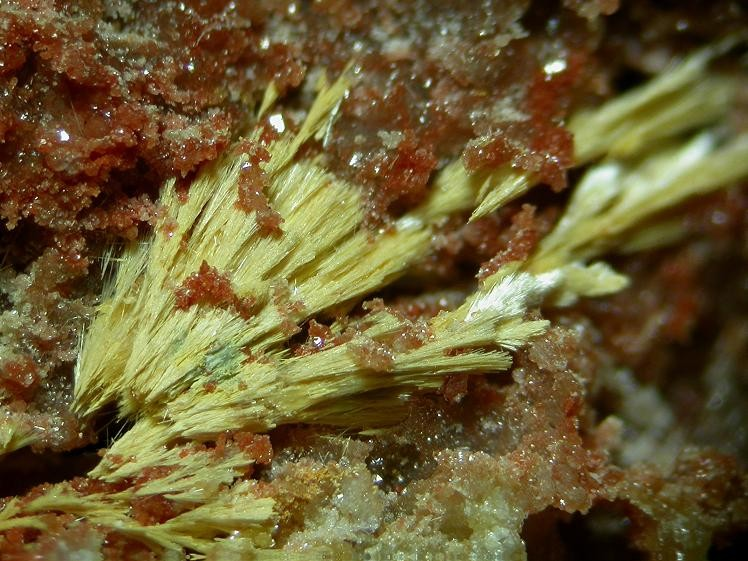
Жёлтые игольчатые кристаллы висмутита
под сильным увеличением
(Бенсхайм, Германия)

Впервые висмутит был найден и описан в Саксонии в 1841 году. До того времени входил в общую категорию вторичных минералов, характеризовавшуюся как «висмутовые охры».
Висмутовый шпат — довольно распространённый вторичный карбонат висмута, хотя и не образует отдельных месторождений. Встречается в качестве вторичного минерала почти повсеместно в зонах окисления висмут-содержащих рудных месторождений, а также в гидротермальных жилах и пегматитах, где образуется в результате окисления самородного висмута, а также висмутового блеска, особенно, при воздействии на них карбонат-содержащих грунтовых вод.
Самородный висмут зачастую (особенно в россыпях) бывает покрыт сверху продуктами окисления и выветривания жёлтого, сероватого и беловатого цвета, это является одним из путей образования висмутовой охры и висмутового шпата.:261 Нередко эти минералы присутствуют в одновременно и в близкой по количеству смеси. К примеру, многие зарегистрированные находки висмутовой охры (бисмита) зачастую не получали подтверждения, поскольку большинство из принимавшихся ранее за бисмит минералов при проверке оказались смешанными карбонатами (висмутовыми шпатами), также образующимися в зоне продуктов окисления самородного висмута или висмутового блеска.:369-370
Принципиальная схема окисления сульфида висмута, составляющего висмутин (основную руду висмута) обычно развивается по двум линиям, в конечном результате образуя сложную смесь из минералов бисмита и бисмутита: сначала Bi2S3 окисляется в → сульфат висмута Bi2(SO4)3, который, в свою очередь, переходит в → бисмит — Bi2O3 • H2O и бисмутит — Bi2O(OH)2,CO3.:369-370

## Значение
Наряду с другими природными соединениями висмута, висмутит относится к числу сырья, служащего для промышленного получения этого элемента, хотя и не имеет самостоятельного значения. Главной рудою для получения висмута является, безусловно, висмутовый блеск, сернистое соединение висмута, содержащее до 81,22% металла, а также более редкий самородный висмут, содержание элемента в котором доходит до 95-99,9%. Оба этих минерала и являются первичными рудами. Вторичными рудами служит висмутовая охра — окисленный висмут с 89,66 % металла, а также висмутовый шпат (висмутит). В начале XX века был также открыт ещё один минерал — базобисмутит, также продукт вторичного окисления, водное углекислое соединение висмута.:246